# 147
Évszázadok: 1. század – 2. század – 3. század
Évtizedek: 90-es évek – 100-as évek – 110-es évek – 120-as évek – 130-as évek – 140-es évek – 150-es évek – 160-as évek – 170-es évek – 180-as évek – 190-es évek
Évek: 142 – 143 – 144 – 145 –  146 – 147 – 148 – 149 – 150 – 151 – 152

## Események

### Római Birodalom
- Caius Ulpius Pacatus Prastina Messalinust (helyettese áprilistól A. Claudius Charax, júliustól Cupressenus Gallus, októbertől Sex. Cocceius Severianus Honorinus) és Lucius Annius Largust (helyettese Q. Fuficius Cornutus, Q. Cornelius Quadratus, Ti. Licinius Cassius Cassianus és C. Popilius Carus Pedo) választják consulnak.
- Megszületik Marcus Aurelius és Faustina első gyermeke, Domitia Faustina. Antoninus Pius császár Marcusnak imperiumi jogkört, Faustinának augusta címet adományoz.

### Pártus Birodalom
- Meghal III. Vologaészész, akinek 42 éves uralkodása alatt a polgárháborúk miatt nagyrészt csak a birodalom keleti része volt ellenőrzése alatt. Utóda riválisának, V. Mithridatésznak fia, IV. Vologaészész.

## Születések
- Csia Hszü, kínai politikus, Cao Vej királyának tanácsadója.
- Lókakséma, buddhista szerzetes

## Halálozások
- III. Vologaészész, pártus király
- Hszü Sen, kínai nyelvész

## Fordítás
Ez a szócikk részben vagy egészben  az   AD 147 című angol Wikipédia-szócikk ezen változatának fordításán alapul.  Az eredeti cikk szerkesztőit annak laptörténete sorolja fel. Ez a jelzés csupán a megfogalmazás eredetét és a szerzői jogokat jelzi, nem szolgál a cikkben szereplő információk forrásmegjelöléseként.